# SN 1988ai
SN 1988ai – supernowa odkryta 7 listopada 1988 roku w galaktyce E293-G34. W momencie odkrycia miała maksymalną jasność 16,00m.